# Kieran Trippier
Kieran John Trippier (Bury, 19 settembre 1990) è un calciatore inglese, difensore del Newcastle Utd. Con la nazionale inglese è stato vicecampione d'Europa nel 2021 e nel 2024.

## Biografia
Nasce a Bury il 19 settembre 1990 da Eleanor Trippier Lomax e Chris Trippier.
Ha un fratello di nome Kelvin, anch'egli calciatore.

## Caratteristiche tecniche
Terzino destro dotato di buon dinamismo, possiede buona capacità di corsa ed è inoltre molto abile nell'effettuare cross e assist ai compagni. Sfrutta molto bene gli spazi sulle fasce esterne ed è un buon tiratore di punizioni.

## Carriera

### Club

#### Gli inizi
Cresciuto nel settore giovanile del Manchester City, ha giocato con la squadra riserve dei Citizens fino al 2010, senza mai debuttare in prima squadra. Il 1º febbraio 2010 passa in prestito mensile al Barnsley giocando solamente poche partite. Nell'agosto 2010 torna a giocare con la maglia dei Tykes con la formula del prestito annuale.

#### Burnley e Tottenham
Nell'agosto 2011 passa in prestito al Burnley. Il 3 gennaio 2012 viene tesserato definitivamente dai Clarets. Colleziona in quattro stagioni, tra campionato e coppe, 185 presenze e 6 reti. Il 19 giugno 2015 viene ceduto al Tottenham per circa 3,5 milioni di euro. Inizialmente riserva di Kyle Walker, dopo la cessione di quest'ultimo al Manchester City s'impone come titolare dei londinesi, militandovi per quattro anni, totalizzando 114 presenze e 2 reti in tutte le competizioni.

#### Atlético Madrid e Newcastle
Il 17 luglio 2019 viene ufficializzato il suo passaggio all'Atlético Madrid: gli iberici versano nelle casse del Tottenham 22 milioni di euro. Esordisce con la maglia dei Colchoneros il 18 agosto in occasione della partita di campionato contro il Getafe, vinta per 1-0, in cui ha fornito l'assist per il gol decisivo ad Álvaro Morata.
Il 7 gennaio 2022, il Newcastle Utd ne annuncia l'acquisto dagli spagnoli e la firma di un accordo di due stagioni e mezzo, fino al 30 giugno 2024.

### Nazionale
Ha svolto la trafila di tutte le nazionali giovanili inglesi Under-18, Under-19 e Under-20, per poi giocare accumulare qualche gettone anche con l'Under-21.
Ha fatto il suo esordio in nazionale maggiore il 13 giugno 2017, giocando i primi 75 minuti del match contro la Francia. Convocato per il campionato del mondo 2018 in Russia, durante la competizione è il titolare sulla fascia destra degli inglesi, e segna su punizione il suo primo gol in nazionale nella semifinale persa 2-1 contro la Croazia. Disputa un buon mondiale, aiutando la squadra a raggiungere il quarto posto finale.
Nel 2021 viene convocato per il campionato d'Europa 2020, posticipato a causa della pandemia di COVID-19 e in cui, contrariamente a quanto accaduto al mondiale russo, è relegato tra le seconde linee, anche se nella finale (persa ai rigori contro l'Italia dopo che ai supplementari la gara era terminata sull'1-1) è partito titolare fornendo a Luke Shaw l'assist per il gol del momentaneo vantaggio degli inglesi.
Rientra nella lista dei convocati per il Mondiale 2022 in Qatar, nel quale l'Inghilterra viene eliminata ai quarti dalla Francia futura finalista.
Nel giugno del 2024, viene convocato anche per gli Europei dello stesso anno, in cui ancora una volta gli inglesi vengono sconfitti in finale, questa volta dalla Spagna.
Il 29 agosto seguente, Trippier annuncia il suo ritiro dalla nazionale, con cui ha collezionato in tutto 54 presenze e una rete.

## Statistiche

### Presenze e reti nei club
Statistiche aggiornate al 26 maggio 2025.
| Stagione               | Squadra                | Campionato             | Campionato | Campionato | Coppe nazionali | Coppe nazionali | Coppe nazionali | Coppe continentali | Coppe continentali | Coppe continentali | Altre coppe | Altre coppe | Altre coppe | Totale | Totale |
| Stagione               | Squadra                | Comp                   | Pres       | Reti       | Comp            | Pres            | Reti            | Comp               | Pres               | Reti               | Comp        | Pres        | Reti        | Pres   | Reti   |
| ---------------------- | ---------------------- | ---------------------- | ---------- | ---------- | --------------- | --------------- | --------------- | ------------------ | ------------------ | ------------------ | ----------- | ----------- | ----------- | ------ | ------ |
| 2009-2010              | Barnsley               | FLC                    | 3          | 0          | FACup+CdL       | 0+0             | 0               | -                  | -                  | -                  | -           | -           | -           | 3      | 0      |
| 2010-2011              | Barnsley               | FLC                    | 39         | 2          | FACup+CdL       | 1+1             | 0               | -                  | -                  | -                  | -           | -           | -           | 41     | 2      |
| Totale Barnsley        | Totale Barnsley        | Totale Barnsley        | 42         | 2          |                 | 2               | 0               |                    | -                  | -                  |             | -           | -           | 44     | 2      |
| 2011-2012              | Burnley                | FLC                    | 46         | 3          | FACup+CdL       | 0+4             | 1               | -                  | -                  | -                  | -           | -           | -           | 50     | 4      |
| 2012-2013              | Burnley                | FLC                    | 45         | 0          | FACup+CdL       | 1+2             | 0               | -                  | -                  | -                  | -           | -           | -           | 48     | 0      |
| 2013-2014              | Burnley                | FLC                    | 41         | 1          | FACup+CdL       | 1+4             | 0+1             | -                  | -                  | -                  | -           | -           | -           | 46     | 2      |
| 2014-2015              | Burnley                | PL                     | 38         | 0          | FACup+CdL       | 2+1             | 0               | -                  | -                  | -                  | -           | -           | -           | 41     | 0      |
| Totale Burnley         | Totale Burnley         | Totale Burnley         | 170        | 4          |                 | 15              | 2               |                    | -                  | -                  |             | -           | -           | 185    | 6      |
| 2015-2016              | Tottenham              | PL                     | 6          | 1          | FACup+CdL       | 2+1             | 0               | UEL                | 10                 | 0                  | -           | -           | -           | 19     | 1      |
| 2016-2017              | Tottenham              | PL                     | 12         | 0          | FACup+CdL       | 5+2             | 0               | UCL+UEL            | 3+0                | 0                  | -           | -           | -           | 22     | 0      |
| 2017-2018              | Tottenham              | PL                     | 24         | 0          | FACup+CdL       | 6+2             | 0               | UCL                | 3                  | 0                  | -           | -           | -           | 35     | 0      |
| 2018-2019              | Tottenham              | PL                     | 27         | 1          | FACup+CdL       | 1+2             | 0               | UCL                | 8                  | 0                  | -           | -           | -           | 38     | 1      |
| Totale Tottenham       | Totale Tottenham       | Totale Tottenham       | 69         | 2          |                 | 21              | 0               |                    | 24                 | 0                  |             | -           | -           | 114    | 2      |
| 2019-2020              | Atlético Madrid        | PD                     | 25         | 0          | CR              | 0               | 0               | UCL                | 6                  | 0                  | SS          | 2           | 0           | 33     | 0      |
| 2020-2021              | Atlético Madrid        | PD                     | 28         | 0          | CR              | 0               | 0               | UCL                | 7                  | 0                  | -           | -           | -           | 35     | 0      |
| 2021-gen. 2022         | Atlético Madrid        | PD                     | 15         | 0          | CR              | 0               | 0               | UCL                | 3                  | 0                  | SS          | 0           | 0           | 18     | 0      |
| Totale Atlético Madrid | Totale Atlético Madrid | Totale Atlético Madrid | 68         | 0          |                 | 0               | 0               |                    | 16                 | 0                  |             | 2           | 0           | 86     | 0      |
| gen.-giu. 2022         | Newcastle Utd          | PL                     | 6          | 2          | FACup+CdL       | 1+0             | 0               | -                  | -                  | -                  | -           | -           | -           | 7      | 2      |
| 2022-2023              | Newcastle Utd          | PL                     | 38         | 1          | FACup+CdL       | 1+7             | 0               | -                  | -                  | -                  | -           | -           | -           | 46     | 1      |
| 2023-2024              | Newcastle Utd          | PL                     | 28         | 1          | FACup+CdL       | 3+2             | 0               | UCL                | 6                  | 0                  | -           | -           | -           | 39     | 1      |
| 2024-2025              | Newcastle Utd          | PL                     | 25         | 0          | FACup+CdL       | 2+4             | 0               | -                  | -                  | -                  | -           | -           | -           | 31     | 0      |
| Totale Newcastle Utd   | Totale Newcastle Utd   | Totale Newcastle Utd   | 97         | 4          |                 | 20              | 0               |                    | 6                  | 0                  |             | -           | -           | 123    | 4      |
| Totale carriera        | Totale carriera        | Totale carriera        | 446        | 12         |                 | 58              | 2               |                    | 46                 | 0                  |             | 2           | 0           | 552    | 14     |

### Cronologia presenze e reti in nazionale
| Cronologia completa delle presenze e delle reti in nazionale ― Inghilterra | Cronologia completa delle presenze e delle reti in nazionale ― Inghilterra | Cronologia completa delle presenze e delle reti in nazionale ― Inghilterra | Cronologia completa delle presenze e delle reti in nazionale ― Inghilterra | Cronologia completa delle presenze e delle reti in nazionale ― Inghilterra | Cronologia completa delle presenze e delle reti in nazionale ― Inghilterra | Cronologia completa delle presenze e delle reti in nazionale ― Inghilterra | Cronologia completa delle presenze e delle reti in nazionale ― Inghilterra |
| Data                                                                       | Città                                                                      | In casa                                                                    | Risultato                                                                  | Ospiti                                                                     | Competizione                                                               | Reti                                                                       | Note                                                                       |
| -------------------------------------------------------------------------- | -------------------------------------------------------------------------- | -------------------------------------------------------------------------- | -------------------------------------------------------------------------- | -------------------------------------------------------------------------- | -------------------------------------------------------------------------- | -------------------------------------------------------------------------- | -------------------------------------------------------------------------- |
| 13-6-2017                                                                  | Saint-Denis                                                                | Francia                                                                    | 3 – 2                                                                      | Inghilterra                                                                | Amichevole                                                                 | -                                                                          | 76’                                                                        |
| 8-10-2017                                                                  | Vilnius                                                                    | Lituania                                                                   | 0 – 1                                                                      | Inghilterra                                                                | Qual. Mondiali 2018                                                        | -                                                                          |                                                                            |
| 11-11-2017                                                                 | Londra                                                                     | Inghilterra                                                                | 0 – 0                                                                      | Germania                                                                   | Amichevole                                                                 | -                                                                          | 71’                                                                        |
| 23-3-2018                                                                  | Amsterdam                                                                  | Paesi Bassi                                                                | 0 – 1                                                                      | Inghilterra                                                                | Amichevole                                                                 | -                                                                          |                                                                            |
| 27-3-2018                                                                  | Londra                                                                     | Inghilterra                                                                | 1 – 1                                                                      | Italia                                                                     | Amichevole                                                                 | -                                                                          | 60’                                                                        |
| 2-6-2018                                                                   | Londra                                                                     | Inghilterra                                                                | 2 – 1                                                                      | Nigeria                                                                    | Amichevole                                                                 | -                                                                          |                                                                            |
| 7-6-2018                                                                   | Leeds                                                                      | Inghilterra                                                                | 2 – 0                                                                      | Costa Rica                                                                 | Amichevole                                                                 | -                                                                          | 64’                                                                        |
| 18-6-2018                                                                  | Volgograd                                                                  | Tunisia                                                                    | 1 – 2                                                                      | Inghilterra                                                                | Mondiali 2018 - 1º turno                                                   | -                                                                          |                                                                            |
| 24-6-2018                                                                  | Nižnij Novgorod                                                            | Inghilterra                                                                | 6 – 1                                                                      | Panama                                                                     | Mondiali 2018 - 1º turno                                                   | -                                                                          | 63’                                                                        |
| 3-7-2018                                                                   | Tušino                                                                     | Colombia                                                                   | 1 – 1 dts (3 – 4 dtr)                                                      | Inghilterra                                                                | Mondiali 2018 - Ottavi di finale                                           | -                                                                          |                                                                            |
| 7-7-2018                                                                   | Samara                                                                     | Svezia                                                                     | 0 – 2                                                                      | Inghilterra                                                                | Mondiali 2018 - Quarti di finale                                           | -                                                                          |                                                                            |
| 11-7-2018                                                                  | Mosca                                                                      | Croazia                                                                    | 2 – 1 dts                                                                  | Inghilterra                                                                | Mondiali 2018 - Semifinale                                                 | 1                                                                          |                                                                            |
| 14-7-2018                                                                  | San Pietroburgo                                                            | Belgio                                                                     | 2 – 0                                                                      | Inghilterra                                                                | Mondiali 2018 - Finale 3º posto                                            | -                                                                          |                                                                            |
| 8-9-2018                                                                   | Londra                                                                     | Inghilterra                                                                | 1 – 2                                                                      | Spagna                                                                     | UEFA Nations League 2018-2019 - 1º turno                                   | -                                                                          |                                                                            |
| 11-9-2018                                                                  | Leicester                                                                  | Inghilterra                                                                | 1 – 0                                                                      | Svizzera                                                                   | Amichevole                                                                 | -                                                                          | 78’                                                                        |
| 15-10-2018                                                                 | Siviglia                                                                   | Spagna                                                                     | 2 – 3                                                                      | Inghilterra                                                                | UEFA Nations League 2018-2019 - 1º turno                                   | -                                                                          | 85’                                                                        |
| 7-9-2019                                                                   | Londra                                                                     | Inghilterra                                                                | 4 – 0                                                                      | Bulgaria                                                                   | Qual. Euro 2020                                                            | -                                                                          |                                                                            |
| 11-10-2019                                                                 | Praga                                                                      | Rep. Ceca                                                                  | 2 – 1                                                                      | Inghilterra                                                                | Qual. Euro 2020                                                            | -                                                                          |                                                                            |
| 14-10-2019                                                                 | Sofia                                                                      | Bulgaria                                                                   | 0 – 6                                                                      | Inghilterra                                                                | Qual. Euro 2020                                                            | -                                                                          |                                                                            |
| 5-9-2020                                                                   | Reykjavík                                                                  | Islanda                                                                    | 0 – 1                                                                      | Inghilterra                                                                | UEFA Nations League 2020-2021 - 1º turno                                   | -                                                                          |                                                                            |
| 8-9-2020                                                                   | Copenaghen                                                                 | Danimarca                                                                  | 0 – 0                                                                      | Inghilterra                                                                | UEFA Nations League 2020-2021 - 1º turno                                   | -                                                                          |                                                                            |
| 8-10-2020                                                                  | Londra                                                                     | Inghilterra                                                                | 3 – 0                                                                      | Galles                                                                     | Amichevole                                                                 | -                                                                          | cap. 58’                                                                   |
| 11-10-2020                                                                 | Londra                                                                     | Inghilterra                                                                | 2 – 1                                                                      | Belgio                                                                     | UEFA Nations League 2020-2021 - 1º turno                                   | -                                                                          |                                                                            |
| 15-11-2020                                                                 | Lovanio                                                                    | Belgio                                                                     | 2 – 0                                                                      | Inghilterra                                                                | UEFA Nations League 2020-2021 - 1º turno                                   | -                                                                          | 70’                                                                        |
| 18-11-2020                                                                 | Londra                                                                     | Inghilterra                                                                | 4 – 0                                                                      | Islanda                                                                    | UEFA Nations League 2020-2021 - 1º turno                                   | -                                                                          | 85’                                                                        |
| 25-3-2021                                                                  | Londra                                                                     | Inghilterra                                                                | 5 – 0                                                                      | San Marino                                                                 | Qual. Mondiali 2022                                                        | -                                                                          | 46’                                                                        |
| 2-6-2021                                                                   | Middlesbrough                                                              | Inghilterra                                                                | 1 – 0                                                                      | Austria                                                                    | Amichevole                                                                 | -                                                                          |                                                                            |
| 6-6-2021                                                                   | Middlesbrough                                                              | Inghilterra                                                                | 1 – 0                                                                      | Romania                                                                    | Amichevole                                                                 | -                                                                          | 75’                                                                        |
| 13-6-2021                                                                  | Londra                                                                     | Inghilterra                                                                | 1 – 0                                                                      | Croazia                                                                    | Euro 2020 - 1º turno                                                       | -                                                                          |                                                                            |
| 29-6-2021                                                                  | Londra                                                                     | Inghilterra                                                                | 2 – 0                                                                      | Germania                                                                   | Euro 2020 - Ottavi di finale                                               | -                                                                          |                                                                            |
| 3-7-2021                                                                   | Roma                                                                       | Ucraina                                                                    | 0 – 4                                                                      | Inghilterra                                                                | Euro 2020 - Quarti di finale                                               | -                                                                          | 65’                                                                        |
| 7-7-2021                                                                   | Londra                                                                     | Inghilterra                                                                | 2 – 1 dts                                                                  | Danimarca                                                                  | Euro 2020 - Semifinale                                                     | -                                                                          | 106’                                                                       |
| 11-7-2021                                                                  | Londra                                                                     | Italia                                                                     | 1 – 1 dts (3 – 2 dtr)                                                      | Inghilterra                                                                | Euro 2020 - Finale                                                         | -                                                                          | 70’                                                                        |
| 5-9-2021                                                                   | Londra                                                                     | Inghilterra                                                                | 4 – 0                                                                      | Andorra                                                                    | Qual. Mondiali 2022                                                        | -                                                                          |                                                                            |
| 9-10-2021                                                                  | Andorra la Vella                                                           | Andorra                                                                    | 0 – 5                                                                      | Inghilterra                                                                | Qual. Mondiali 2022                                                        | -                                                                          | cap.                                                                       |
| 7-6-2022                                                                   | Monaco di Baviera                                                          | Germania                                                                   | 1 – 1                                                                      | Inghilterra                                                                | UEFA Nations League 2022-2023 - 1º turno                                   | -                                                                          |                                                                            |
| 11-6-2022                                                                  | Wolverhampton                                                              | Inghilterra                                                                | 0 – 0                                                                      | Italia                                                                     | UEFA Nations League 2022-2023 - 1º turno                                   | -                                                                          |                                                                            |
| 21-11-2022                                                                 | Al Rayyan                                                                  | Inghilterra                                                                | 6 – 2                                                                      | Iran                                                                       | Mondiali 2022 - 1º turno                                                   | -                                                                          |                                                                            |
| 25-11-2022                                                                 | Al Khawr                                                                   | Inghilterra                                                                | 0 – 0                                                                      | Stati Uniti                                                                | Mondiali 2022 - 1º turno                                                   | -                                                                          |                                                                            |
| 29-11-2022                                                                 | Al Rayyan                                                                  | Galles                                                                     | 0 – 3                                                                      | Inghilterra                                                                | Mondiali 2022 - 1º turno                                                   | -                                                                          | 65’                                                                        |
| 23-3-2023                                                                  | Napoli                                                                     | Italia                                                                     | 1 – 2                                                                      | Inghilterra                                                                | Qual. Euro 2024                                                            | -                                                                          | 81’                                                                        |
| 16-6-2023                                                                  | Ta' Qali                                                                   | Malta                                                                      | 0 – 4                                                                      | Inghilterra                                                                | Qual. Euro 2024                                                            | -                                                                          |                                                                            |
| 12-9-2023                                                                  | Glasgow                                                                    | Scozia                                                                     | 1 – 3                                                                      | Inghilterra                                                                | Amichevole                                                                 | -                                                                          |                                                                            |
| 13-10-2023                                                                 | Londra                                                                     | Inghilterra                                                                | 1 – 0                                                                      | Australia                                                                  | Amichevole                                                                 | -                                                                          | 61’                                                                        |
| 17-10-2023                                                                 | Londra                                                                     | Inghilterra                                                                | 3 – 1                                                                      | Italia                                                                     | Qual. Euro 2024                                                            | -                                                                          |                                                                            |
| 17-11-2023                                                                 | Londra                                                                     | Inghilterra                                                                | 2 – 0                                                                      | Malta                                                                      | Qual. Euro 2024                                                            | -                                                                          |                                                                            |
| 3-6-2024                                                                   | Newcastle upon Tyne                                                        | Inghilterra                                                                | 3 – 0                                                                      | Bosnia ed Erzegovina                                                       | Amichevole                                                                 | -                                                                          | cap. 62’                                                                   |
| 7-6-2024                                                                   | Londra                                                                     | Inghilterra                                                                | 0 – 1                                                                      | Islanda                                                                    | Amichevole                                                                 | -                                                                          | 64’                                                                        |
| 16-6-2024                                                                  | Gelsenkirchen                                                              | Serbia                                                                     | 0 – 1                                                                      | Inghilterra                                                                | Euro 2024 - 1º turno                                                       | -                                                                          |                                                                            |
| 20-6-2024                                                                  | Francoforte sul Meno                                                       | Danimarca                                                                  | 1 – 1                                                                      | Inghilterra                                                                | Euro 2024 - 1º turno                                                       | -                                                                          |                                                                            |
| 25-6-2024                                                                  | Colonia                                                                    | Inghilterra                                                                | 0 – 0                                                                      | Slovenia                                                                   | Euro 2024 - 1º turno                                                       | -                                                                          | 17’ 84’                                                                    |
| 30-6-2024                                                                  | Gelsenkirchen                                                              | Inghilterra                                                                | 2 – 1 dts                                                                  | Slovacchia                                                                 | Euro 2024 - Ottavi di finale                                               | -                                                                          | 66’                                                                        |
| 6-7-2024                                                                   | Düsseldorf                                                                 | Inghilterra                                                                | 1 – 1 dts (5 - 3 dtr)                                                      | Svizzera                                                                   | Euro 2024 - Quarti di finale                                               | -                                                                          | 78’                                                                        |
| 10-7-2024                                                                  | Dortmund                                                                   | Paesi Bassi                                                                | 1 – 2                                                                      | Inghilterra                                                                | Euro 2024 - Semifinale                                                     | -                                                                          | 46’ 90+4’                                                                  |
| Totale                                                                     |                                                                            | Presenze                                                                   | 54                                                                         |                                                                            | Reti                                                                       | 1                                                                          |                                                                            |

## Palmarès

### Club

#### Competizioni nazionali
- Campionato spagnolo: 1

Atlético Madrid: 2020-2021
- Coppa di Lega inglese: 1

Newcastle: 2024-2025

#### Competizioni giovanili
- FA Youth Cup: 1

Manchester City: 2007-2008

### Individuale
- All-Star Team del campionato mondiale: 1

Russia 2018
- Squadra dell'anno della PFA: 1

2022-2023